# Pagurapseudes iranica
Pagurapseudes iranica is een naaldkreeftjessoort uit de familie van de Pagurapseudidae. De wetenschappelijke naam van de soort is voor het eerst geldig gepubliceerd in 1978 door Bacescu.